# Loïc Jouannigot
Loïc Jouannigot (né en 1953 en Bretagne, France) est un illustrateur de livres pour enfants. 

## Biographie
Diplômé de l'École des Beaux-Arts, il a travaillé dans l'illustration de livres d'enfants et dans l'industrie de la publicité. Il a notamment illustré la série La Famille Passiflore de Geneviève Huriet, ainsi que Les Pataclous de Claude Clément.
Jouannigot était partenaire d'un autre illustrateur né en France, Michel Plessix, dans une œuvre d'art récente pour Le vent dans les saules de Kenneth Grahame,.

## Œuvres
- Les Pataclous (dessin), scénario de Claude Clément, éd. Milan, 1993  (ISBN 2-86726-724-2)
- L'École des Pataclous (dessin), scénario de Claude Clément, éd. Milan, 1994  (ISBN 2-86726-982-2)
- Château Chat (scénario, dessin, couleurs), Dargaud, 2009  (ISBN 978-2-205-06307-3)
- Petit Mardi et les Zumains, Dargaud

1. Passage obligé[4], 2010  (ISBN 978-2-205-06308-0)
2. La Chasse au papillon, 2011  (ISBN 978-2-205-06716-3)

- La Famille Passiflore, Dargaud

1. L'anniversaire de Dentdelion (scénario, dessin et couleurs), 2012  (ISBN 978-2-205-06888-7)
2. La chorale (scénario, dessin et couleurs), 2013  (ISBN 978-2-205-06995-2)
3. La chasse au trésor (dessin et couleurs), scénario de Michel Plessix, 2014  (ISBN 978-2-205-07342-3)
4. Mélodie potagère (dessin et couleurs), scénario de Michel Plessix, 2015  (ISBN 978-2-205-07372-0)

- Mistouflet passiflore et le baobab (dessin et couleurs), scénario de Geneviève Huriet, 1989  (ISBN 2-86726-407-3)
- Hors-série : À babord, les Passiflore (dessin et couleurs), scénario de Béatrice Marthouret, éd. Daniel Maghen, 2019  (ISBN 978-2-356-74071-7)